# Alto Alegre do Maranhão
Alto Alegre do Maranhão är en kommun i Brasilien.   Den ligger i delstaten Maranhão, i den nordöstra delen av landet, 1 300 km norr om huvudstaden Brasília. Antalet invånare är 24 596. Arean är 420 kvadratkilometer.
Terrängen i Alto Alegre do Maranhão är platt.
Omgivningarna runt Alto Alegre do Maranhão är huvudsakligen savann. Runt Alto Alegre do Maranhão är det ganska tätbefolkat, med 56 invånare per kvadratkilometer.